# Кобе Тай
Кобе Тай (на английски: Kobe Tai) е американска порнографска актриса от китайско-японски произход.

## Ранен живот
Родена е в Тайпей, Тайван на 15 януари 1972 г.
На 5-месечна възраст е осиновена от американски родители.

## Кариера
Дебютира като актриса в порнографската индустрия през 1996 г., като след само четири филма получава предложение от продуцентската компания Вивид Ентъртейнмънт и така още в първата си година в порното подписва ексклузивен договор с тази компания.
Участва в игралния филм „Много лоши неща“ и се изявява като беквокал в песен на Мерилин Менсън.
През 2003 г. се оттегля от шоубизнеса, за да се грижи за своето семейство.
Обявена е за най-горещата азиатска порнозвезда за всички времена в класация на списание „Комплекс“, публикувана през септември 2011 г.

## Награди
Носителка на награди
- 1997: Hot d'Or награда за най-добра американска звезда.[6]

Номинации
- 2000: Номинация за XRCO награда за най-добра актриса – „Пробуждането“.[7]

Други признания и отличия
- 2011: Победителка в класацията на списание „Комплекс“ – „Топ 50 на най-горещите азиатски порнозвезди за всички времена“.[3]